# Lycopus amplectens
Lycopus amplectens là một loài thực vật có hoa trong họ Hoa môi. Loài này được Raf. mô tả khoa học đầu tiên năm 1840.

## Hình ảnh

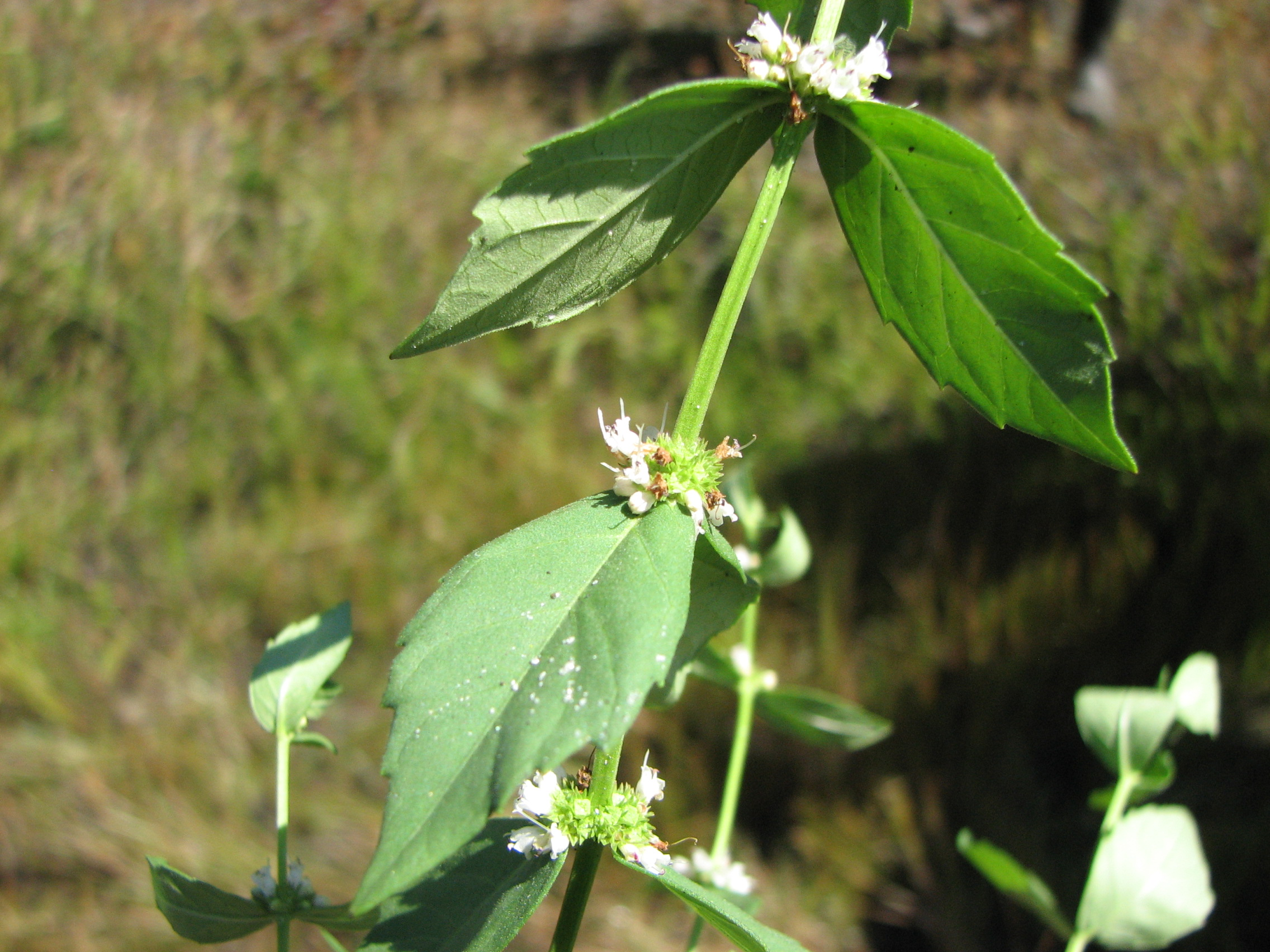